# Clinton McKinnon

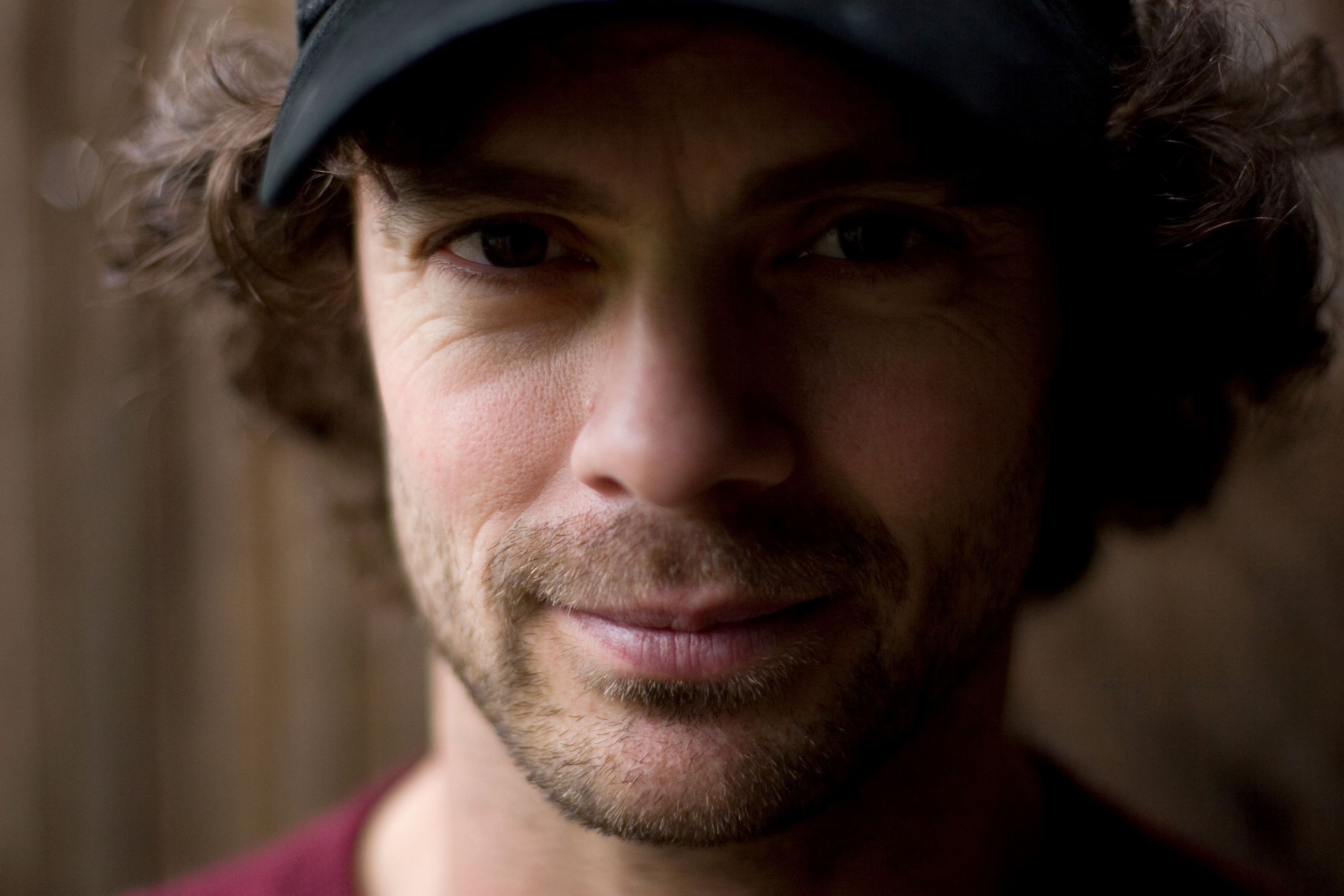
Clinton Mckinnon

Clinton McKinnon (Crescent City, California; 24 de diciembre de 1969), también conocido como "Bär", es un músico estadounidense que reside actualmente en Melbourne (Australia). Su principal instrumento es el saxofón (principalmente el tenor), pero se desempeña en muchos otros instrumentos de viento, además del piano, el bajo, Batería (instrumento musical) u otros.
En su carrera artística es principalmente conocido por haber sido el saxofonistas y tecladista de la banda estadounidense Mr.Bungle, a la cual se unió en 1989 y donde se mantuvo hasta la separación del grupo en el año 2000. También ha participado con el grupo Secret Chiefs 3, Lakota, The Ribbon Device, y una de sus más recientes creaciones fue la banda Umlaut, con la que lanzó un disco debut homónimo en el 2009.
Trevor Dunn contó en una ocasión que Bär se había dedicado a conducir un tractor después del tour de Mr. Bungle de 1992, lo cual luego dejó para regresar a la música.

## Discografía
Como miembro, colaborador (en el álbum pero sin ser miembro) e invitado especial (solo en algunas canciones)

### Como Miembro
Con Mr.Bungle
- 1989 - OU818 (Demo)
- 1991 - Mr. Bungle
- 1995 - Disco Volante
- 1999 - California

Con Secret Chiefs 3
- 1996 - First Grand Constitution and Bylaws
- 1998 - Second Grand Constitution and Bylaws: Hurqalaya
- 1998 - Eyes Of Flesh ~ Eyes Of Flame
- 2001 - Book M

Con The Ribbon Device
- 2000 - Nincompoop
- 2002 - Audio Fields
- 2006 - 80's Trash
- 2006 - Saturation Day

### Como Colaborador
- Ray's Vast Basement - On the Banks of the Time (2000)
- Barefoot Hockey Goalie - One Part Thomas Edison (2001)

### Como invitado especial
- Melt Banana - Charlie (1998)
- Carl Hancock Rux - Rux Revue (1999)
- Eyvind Kang - The Story Of Iceland (2000)

- Datos: Q4355861